# Virginia-Depot

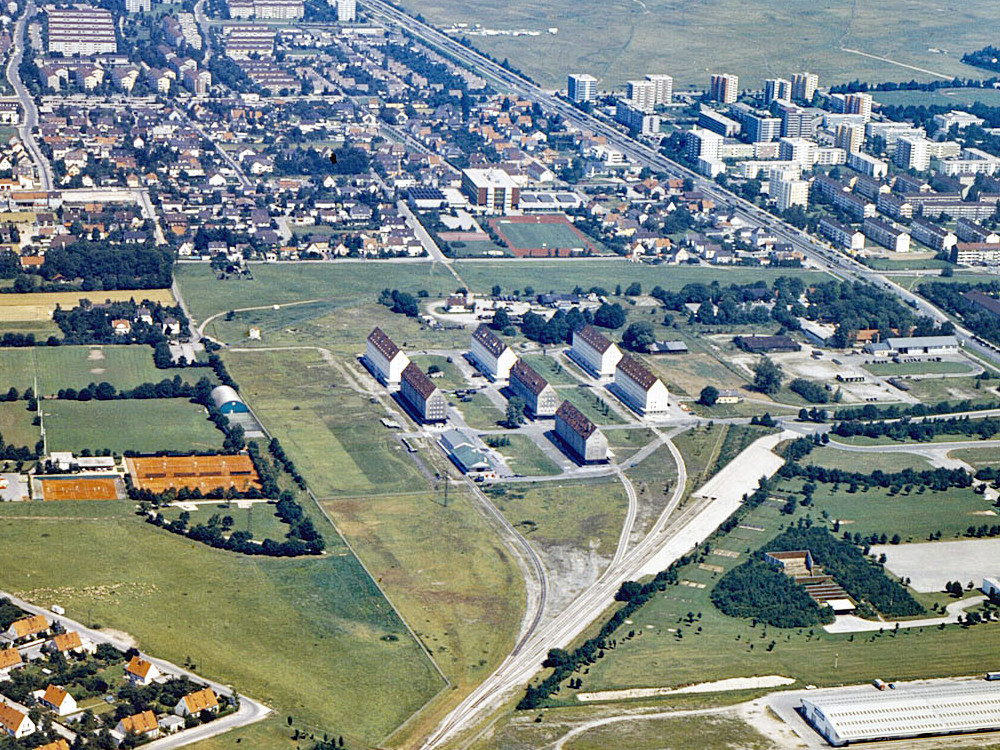
Ansicht des Geländes (1979)

Das Virginia-Depot war ein zuletzt von der Bundeswehr genutztes militärisches Lager westlich der Schleißheimer Straße im Münchner Stadtteil Lerchenau. Heute ist es ein Sekundärbiotop, in dem viele seltenen Pflanzenarten vorkommen.

## Geschichte
In den Jahren zwischen 1936 und 1940 wurden neben weiteren Gebäuden sieben als Hochbunker ausgeführte Lagerhäuser mit insgesamt etwa 133.000 m³ umbautem Raum errichtet. Sie gehörten zum Heeresverpflegungshauptamt München. 1945 wurde das Gelände durch die US-amerikanische Armee übernommen. Diese richtete das Virginia Area Storage Facility dort ein, benannt nach dem US-Bundesstaat Virginia. Im Jahr 1957 wurde die US-amerikanische Einrichtung aufgelöst, der Name Virginia-Depot erhielt sich.
Während der anschließenden Nutzung durch die Bundeswehr waren dort das Wehrbereichsbekleidungsamt VI und die Außenstelle München des Wehrbereichsverpflegungsamtes VI angesiedelt. Über die Gleisanlagen der Panzerverladestelle der Bundeswehr am Pulverturm wurde auch schweres Gerät benachbarter Kasernen verladen. Die Bundeswehr gab den Standort um die Mitte der 1990er Jahre auf. Die Gebäude wurden um 2011 abgerissen. Heute ist nur noch die Laderampe des ehemaligen Eisenbahnanschlusses zum Münchner Nordring auf dem Gelände sichtbar.

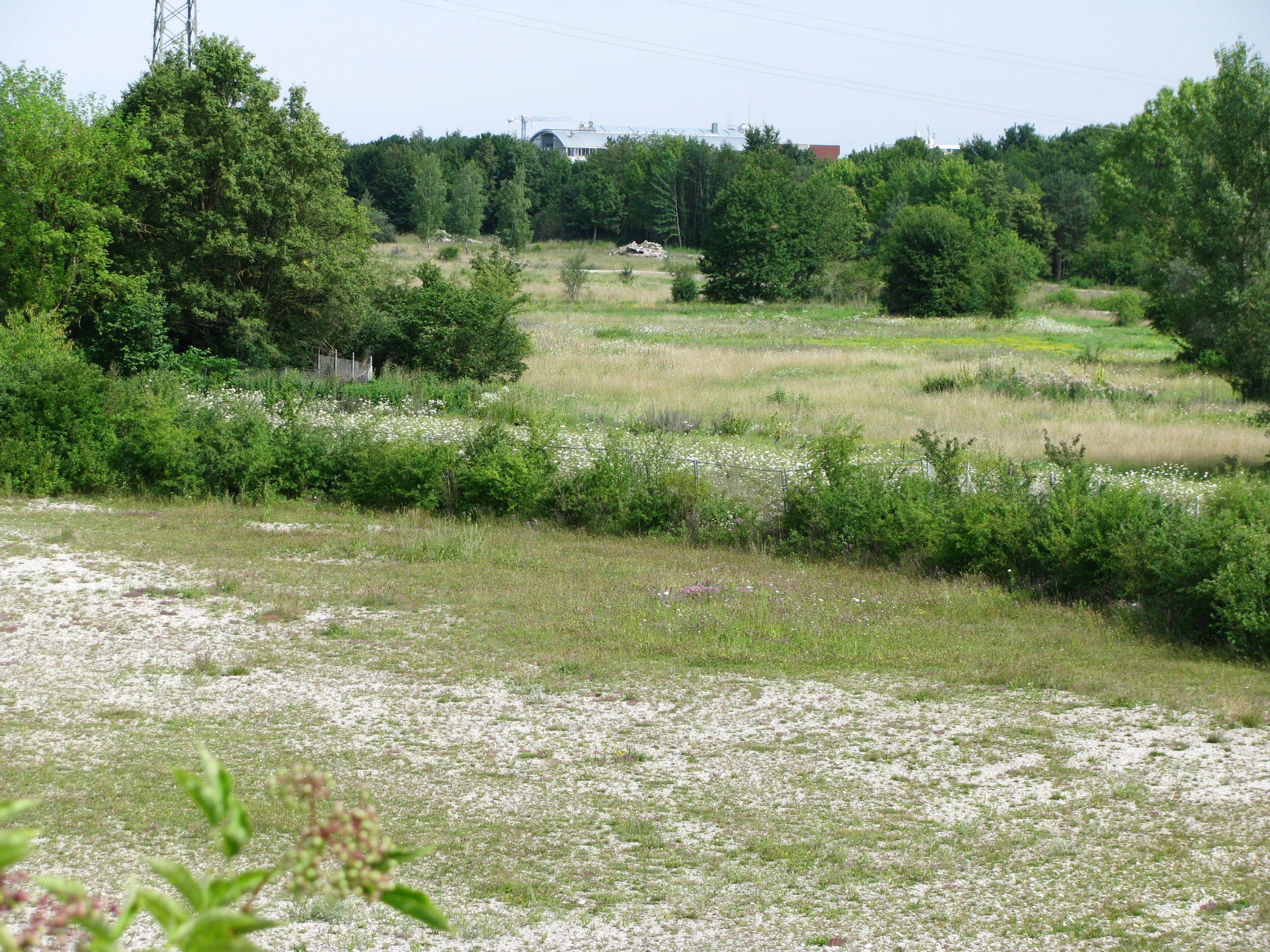
Biotop (2014)

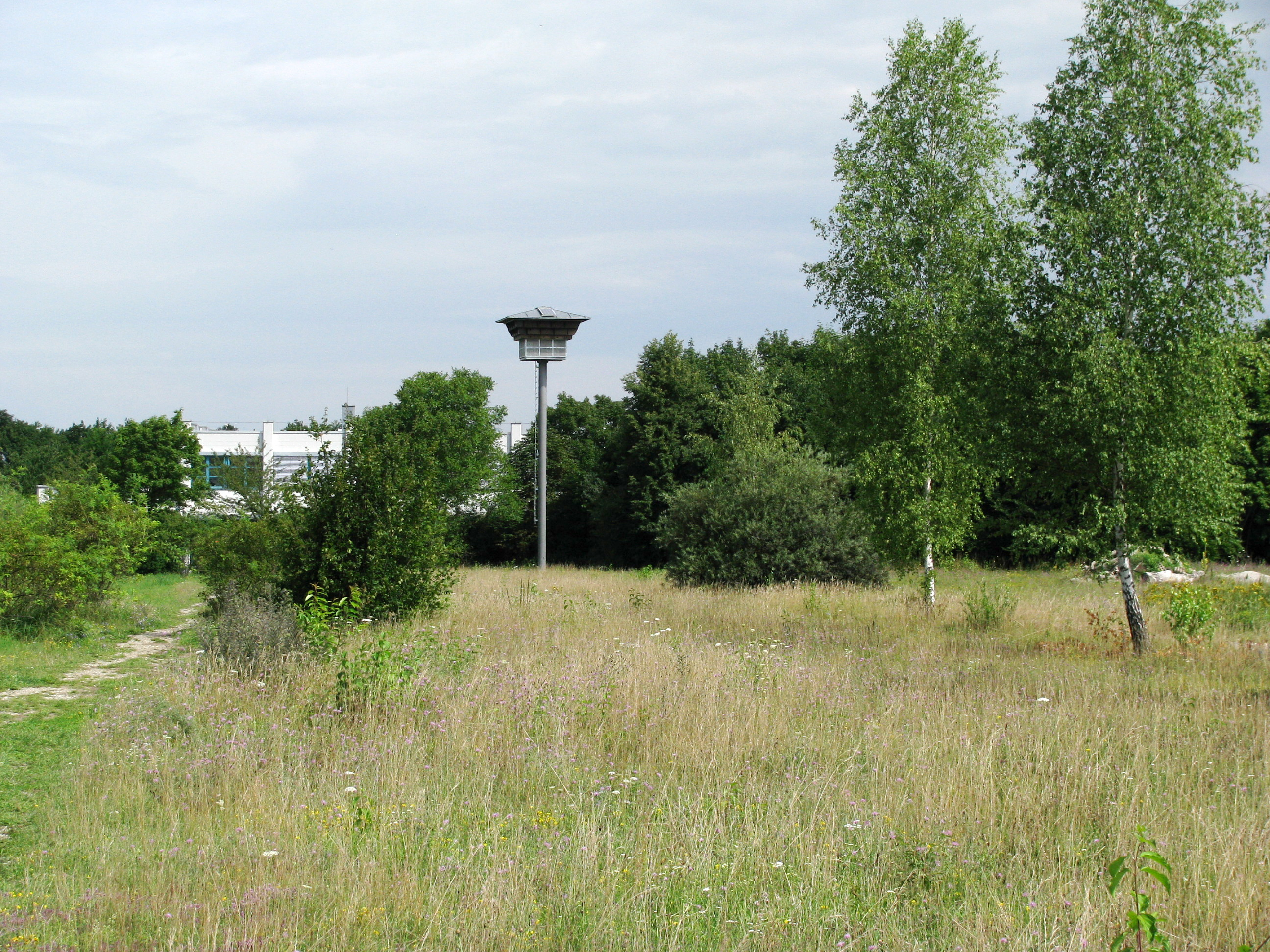
Virginia-Biotop mit Brutturm für Turmfalken, Mauersegler und Dohlen

Das ehemalige Virginia-Depot liegt an der Haltestelle Pulverturm der Buslinie 178. In der nordöstlichen Ecke der Fläche befindet sich heute der Ortsverband München-Mitte des Technischen Hilfswerks. Östlich daneben liegt das Areal der ehemaligen Kronprinz-Rupprecht-Kaserne, das über eine Brücke über die Schleißheimer Straße mit dem ehemaligen Virginia-Depot verbunden ist.

## Biotop

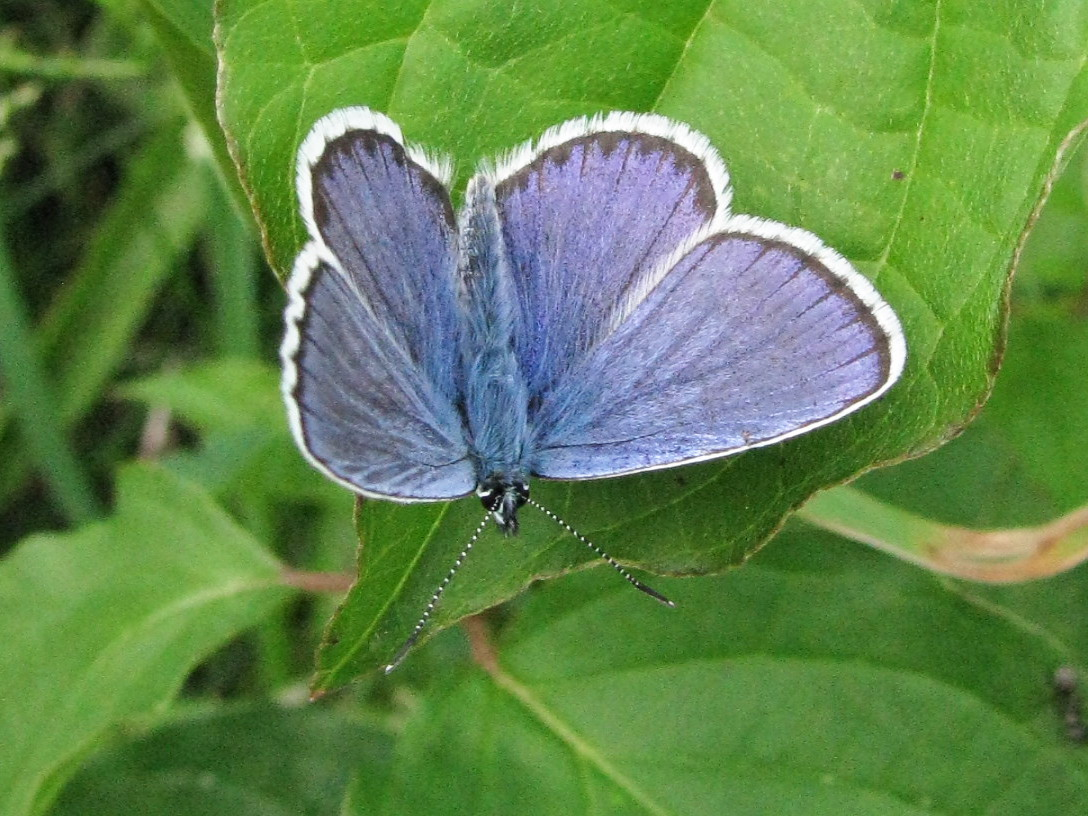
Idas-Silberfleckbläuling am Virginia-Depot

Aufgrund der jahrzehntelangen Unzugänglichkeit des Geländes konnte sich hier ein ungestörter Lebensraum für viele Pflanzen und Tiere etablieren. Das Stadtbiotop umfasst etwa 20 Hektar und beherbergt 350 verschiedene Pflanzenarten (davon etwa 70 auf der Roten Liste), wilde Blumen wie Königskerze, Hornklee, Wiesenknopf, Felsennelke, Leinkraut, Skabiosen-Flockenblume, Graslilien, Fransenenzian, Acker-Wachtelweizen (einziger Standort in München), Klappertopf, Mädesüß, Glockenblume und Türkenbundlilie. Außerdem sind dort viele Schmetterlings- und Vogelarten, von denen einige zu gefährdeten Arten gehören sowie Ödlandschrecken und Zauneidechsen beheimatet. Der LBV pflegt das Biotop seit 2003 und begleitete den ökologisch verträglichen Abbau der darauf befindlichen Bauten.
Nach einem Stadtratsbeschluss von 2014 soll der Biotopbereich nach Herstellung von Ausgleichsflächen als geschützter Landschaftsbestandteil ausgewiesen werden.
Das Virginia-Depot zählt zum Münchner Grüngürtel.